# Préizerdaul
Préizerdaul ist eine Gemeinde im Großherzogtum Luxemburg und gehört zum Kanton Redingen.
Im Jahr 2001 wurde der Name der Gemeinde per Gesetzesbeschluss von ehemals Bettborn auf Préizerdaul (= Pratzertal) geändert.

## Zusammensetzung der Gemeinde
Die Gemeinde Préizerdaul besteht aus den folgenden Ortschaften:
- Bettborn
- Platen
- Pratz
- Reimberg
- Horas

## Söhne und Töchter der Gemeinde
- Nicolas Koob, Autorennfahrer (Bettborn)